# Гратар

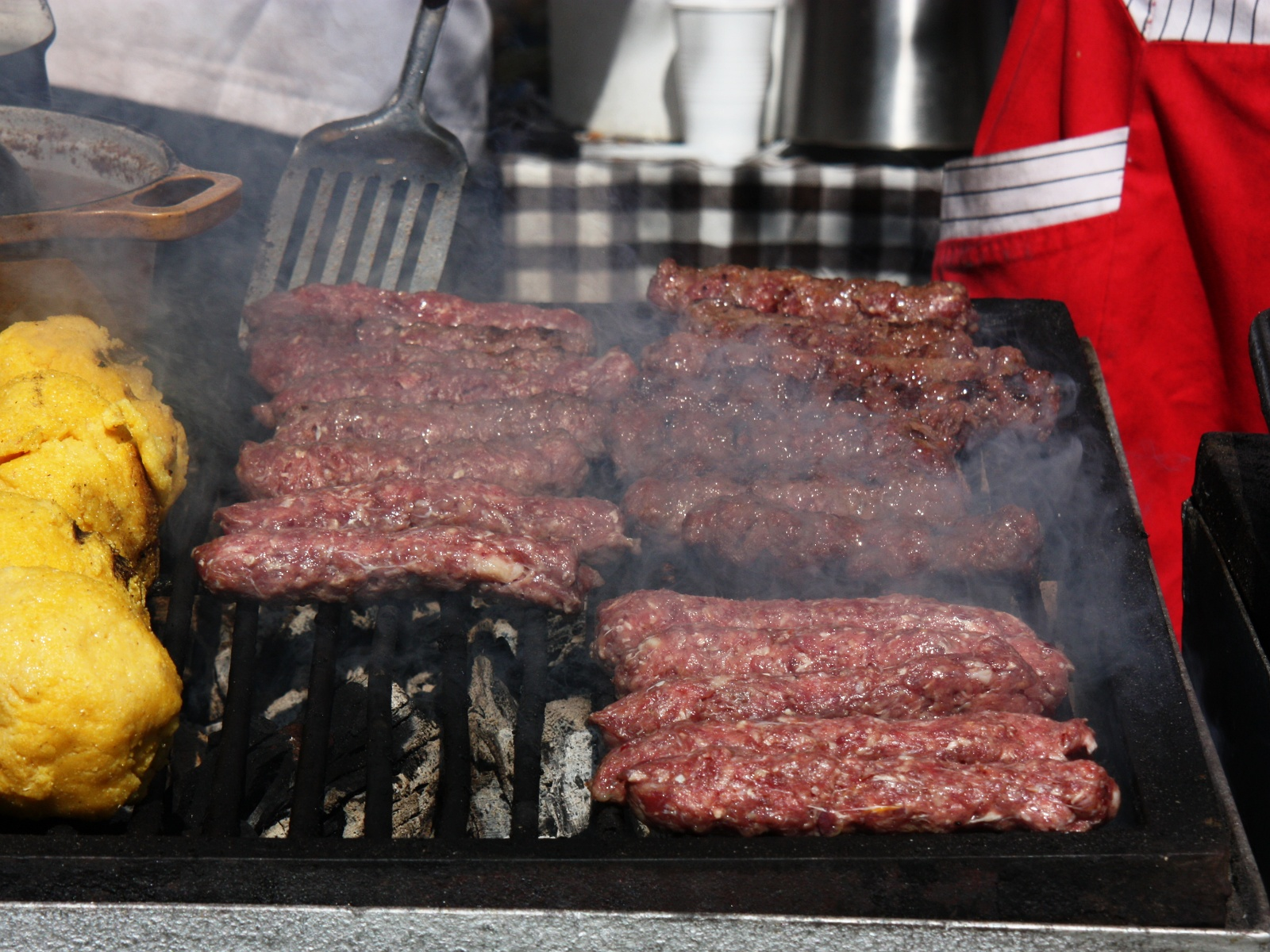
Мититеи на гратаре

Гратар в молдавской и румынской кухне — толстая железная решётка, расположенная над раскалённым древесным углём из твёрдых лиственных пород деревьев (бука, ореха, кизила). Используется для приготовления мясных национальных блюд, таких как мититеи, кырнэцеи и костица, на открытом огне. Гратар перед использованием смазывают маслом, салом или животным жиром, кладут на него мясо или птицу либо куском, либо в рубленом и спрессованном виде.
Для жаренья на гратаре может использоваться рашпер — односторонняя или двусторонняя решётка с ручкой.